# پیکلهاب

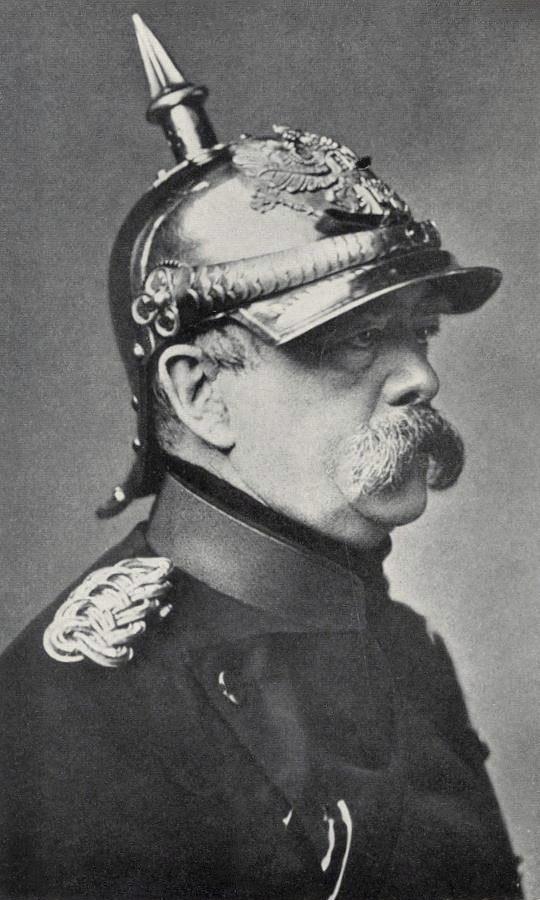
اتو فون بیسمارک در لباس نظامی و کلاه فلزی پیکلهاب

پیکلهاب (به آلمانی: Pickelhauben یک کلمه کلی برای "روسری")یا پیکلهلم نیز که با زائده میخ مانند خود در قسمت میانی در قرن ۱۹ و ۲۰ توسط افسران نظامی، آتش نشانان و پلیس پروس و آلمان استفاده می‌شد تبدیل به سنبل جنگ گرایی پروسیا (منطقه سکونت قوم بالتی غربی به نام پروس‌ها) در اوایل قرن بیستم شد. در نگاه اول اینطور به نظر می‌رسید که اجزای نسبتاً تیز تعبیه شده در بخش فوقانی و میانی کلاه خود کاربرد عملی خاصی نداشته باشند و به همین دلیل استفاده از آنها طی جنگ جهانی اول به کلی کنار گذاشته شد. اگرچه این کلاه معمولاً با ارتش پروس استفاده می‌شد که در سال‌های ۱۸۴۲–۱۸۴۳ آن را پذیرفت، در آن دوره به‌طور گسترده توسط ارتش‌های دیگر تقلید شد. امروزه نیز به عنوان بخشی از لباس تشریفاتی در ارتش کشورهای خاصی مانند سوئد، شیلی و کلمبیا استفاده می‌شود.

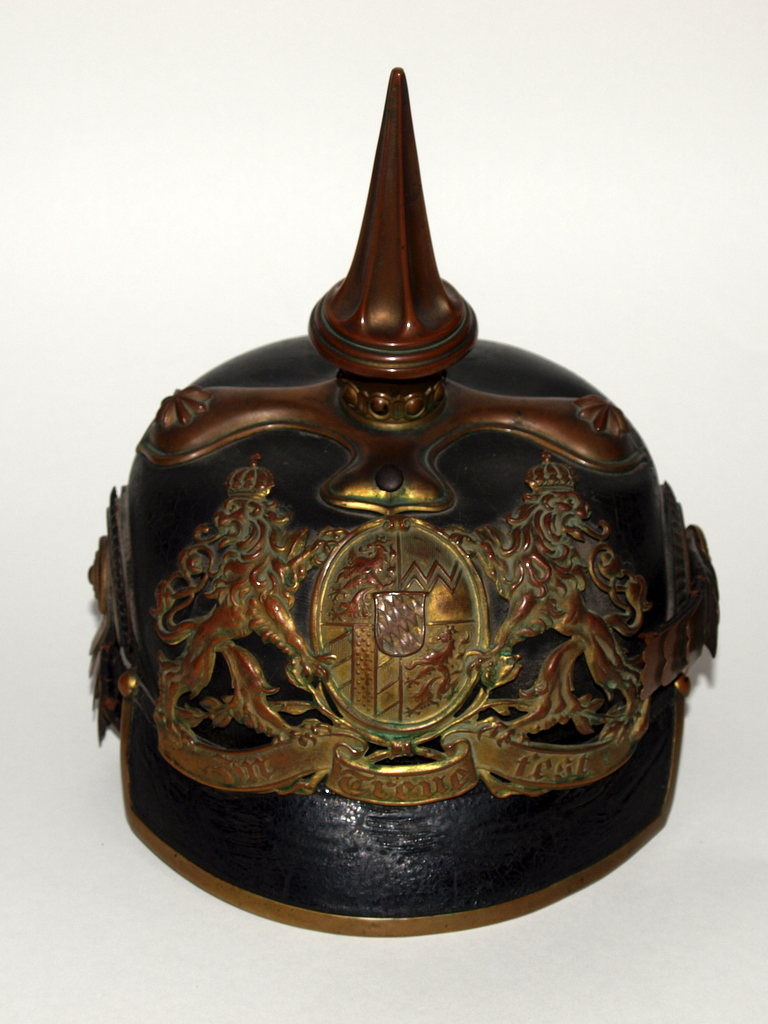
پیکلهاوب باواریایی

### ریشه‌ها
پیکلهاب در اصل در سال ۱۸۴۲ توسط پادشاه پروس فردریک ویلیام چهارم طراحی شد، شاید به عنوان کپی از کلاه ایمنی مشابه که در همان زمان توسط ارتش روسیه پذیرفته شد. مشخص نیست که آیا این یک مورد تقلید، اختراع موازی بود، یا اینکه هر دو بر اساس کلاه خودهای ناپلونی قبلی بودند. نوع اولیه روسی (معروف به "کلاه یاروسلاو خردمند ") توسط سواره نظام نیز مورد استفاده قرار می‌گرفت، که از سنبله به عنوان نگهدارنده ستون موی اسب در لباس کامل استفاده می‌کرد، این رویه در برخی از مدل‌های پروس نیز دنبال می‌شد (به گالری مراجعه کنید).

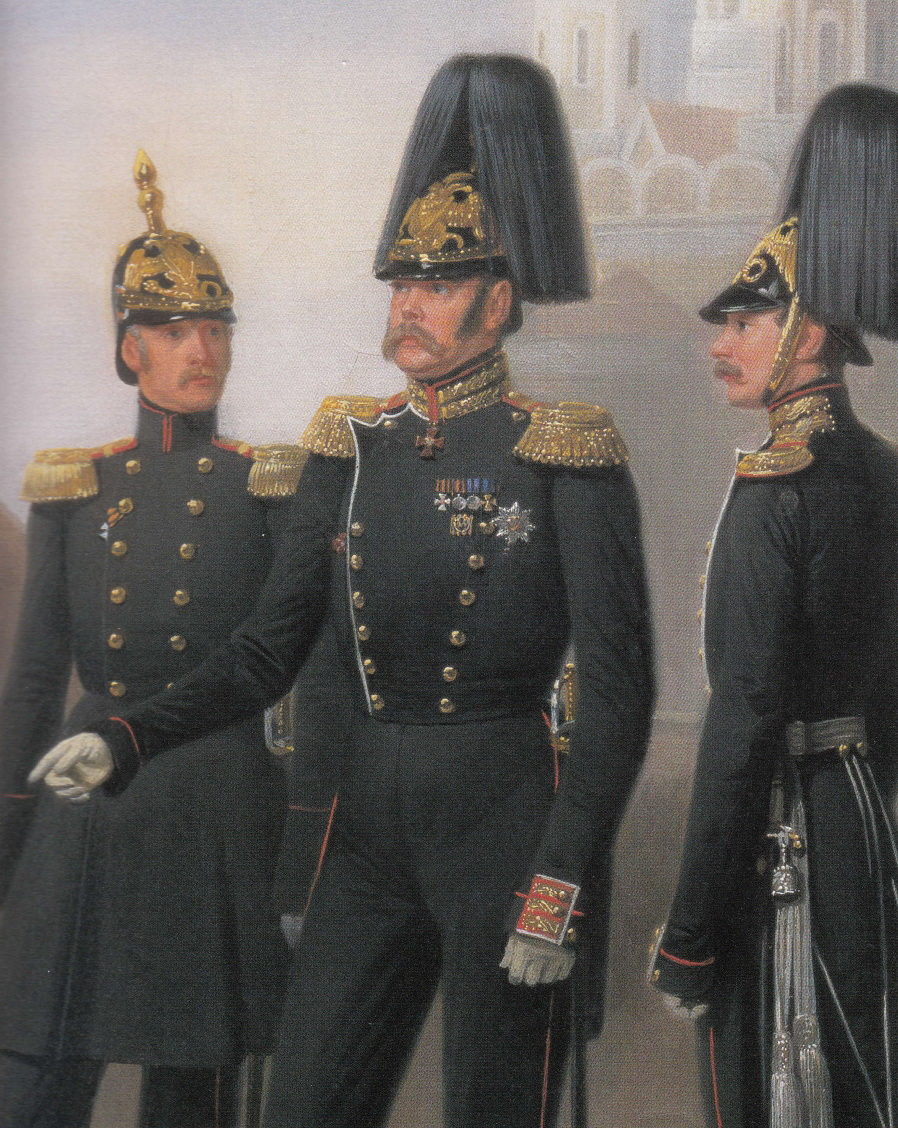
یکلهاب روسی نسخه ۱۸۴۹

## در جنگ جهانی اول
تمام کلاه‌های ایمنی که قبل و در طول سال ۱۹۱۴ برای پیاده‌نظام تولید می‌شد از چرم ساخته می‌شد. با به درازا کشیده شدن جنگ، ذخایر چرم آلمان کاهش یافت. پس از واردات گسترده از جنوب آمریکا، به ویژه آرژانتین، دولت آلمان شروع به تولید پیکلهاب با مواد جایگزین کرد. در سال ۱۹۱۵، برخی در ساخت پیکلهاب شروع به استفاده از ورق فولادی نازک کردند. با این حال، فرماندهی عالی آلمان نیاز به تولید تعداد بیشتری کلاه ایمنی داشت که منجر به استفاده از نمد تحت فشار و حتی کاغذ برای ساخت آن شد. پیکلهاب در سال ۱۹۱۶. متوقف شد و جای خود را به استالهلم داد.

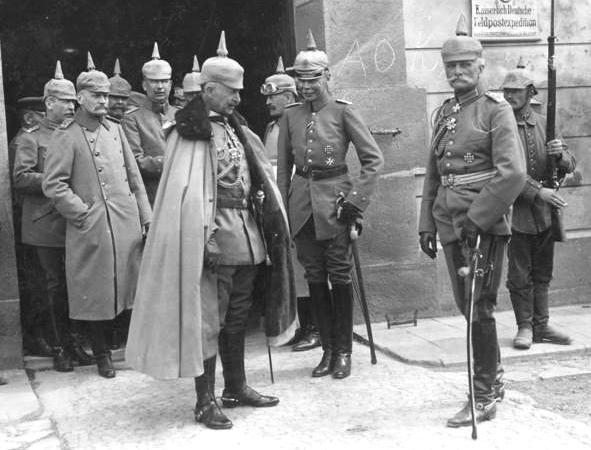
قیصر ویلهلم دوم ، آگوست فون مکنزن و دیگران با پوشش‌های پارچه ای پیکلهاب در سال ۱۹۱۵
در تبلیغات متفقین

## کاربرد کنونی
هم‌اکنون توسط گارد سلطنتی سوئد و ارتش شیلی مورد استفاده قرار می‌گیرد.

## نماد فرهنگی
در اوایل سال ۱۸۴۴، هاینریش هاینه شاعر، پیکلهاب را به عنوان نمادی از ارتجاع و یک لباس سر نامناسب به تمسخر گرفت. این شعر بخشی از طنز سیاسی او دربارهٔ سلطنت معاصر، شوونیسم ملی و میلیتاریسم بود که به شدت علیه جنبش‌های دموکراتیک به کار می‌رفت، با عنوان آلمان. یک داستان زمستانی شانخته می‌شد.
در جام جهانی ۲۰۰۶ در آلمان، یک نسخه تولیدات پلاستیکی از پیکلهاب به عنوان fanware مورد استفاده آلمانی‌ها قرار گرفت. مدل متداول در رنگ مشکی قرمز-طلایی(پرچم آلمان) و رنگ‌های متنوع دیگری نیز موجود بود.[نیازمند منبع]
کلاه ایمنی میخ دار تا اواخر دوره بین جنگ، حتی پس از پایان پوشیدن پیکلهاب، بخشی از تصویر ذهنی کلیشه ای از امپراتوری آلمان باقی ماند. این احتمالاً به دلیل استفاده گسترده از پیکلهاب در تبلیغات متفقین قبل جنگ جهانی اول بود.

## نگارخانه

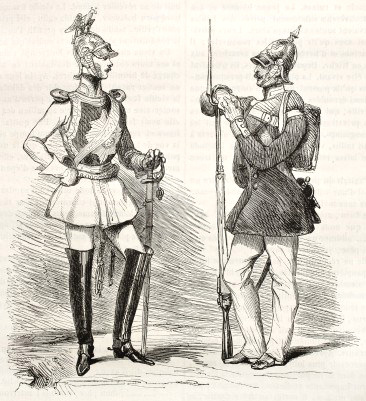
پیاده نظام پروس در ۱۸۴۵ (راست)
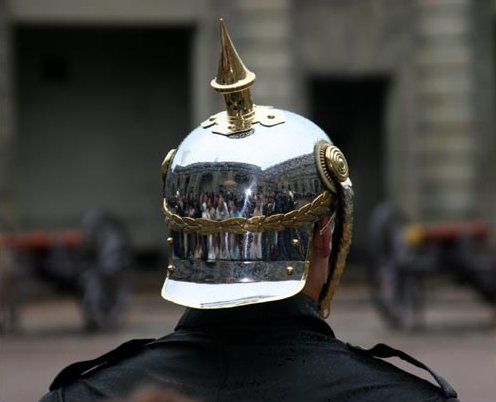
مراسم تشریفاتی هنگ‌های گارد زندگی سلطنتی سوئد.
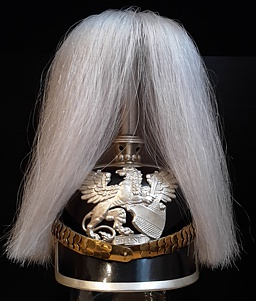
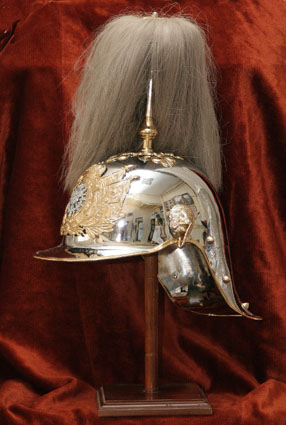
کلاه کایراسیه اسپانیایی
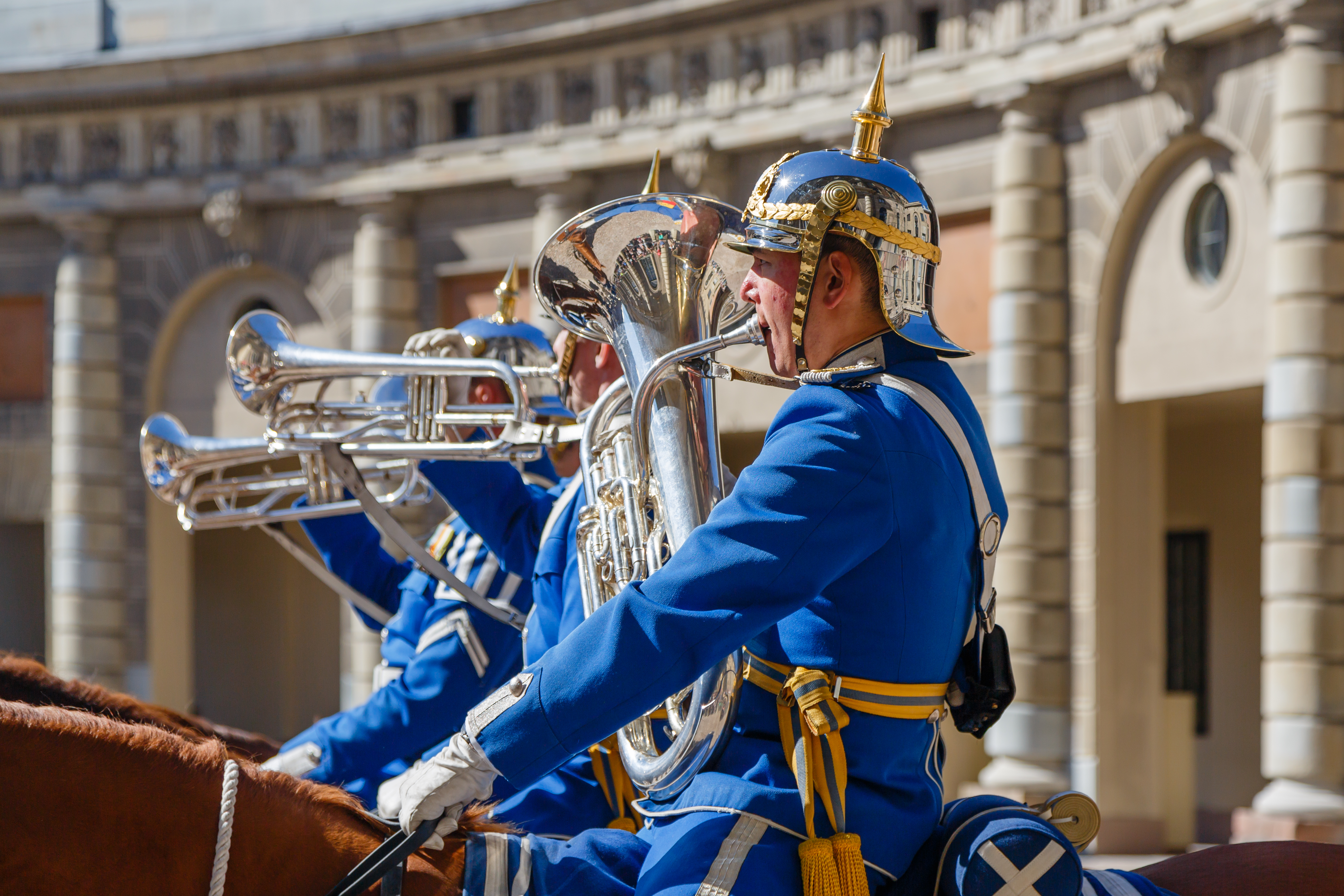
گارد سوئد
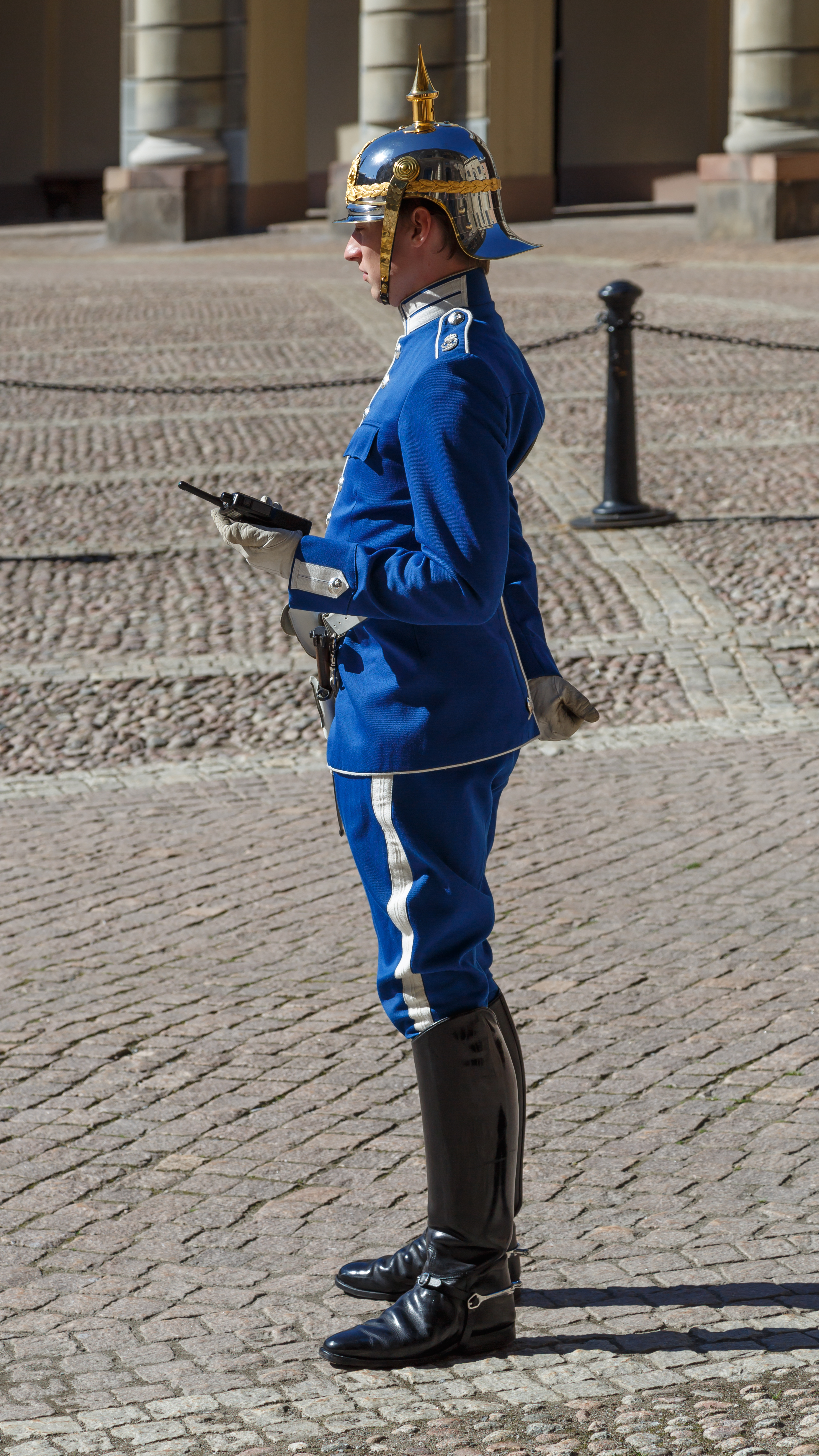
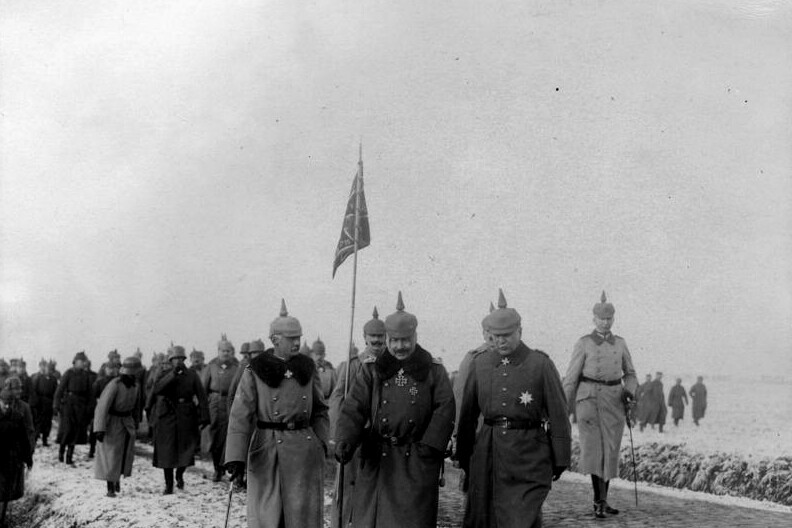
سربازان آلمانی
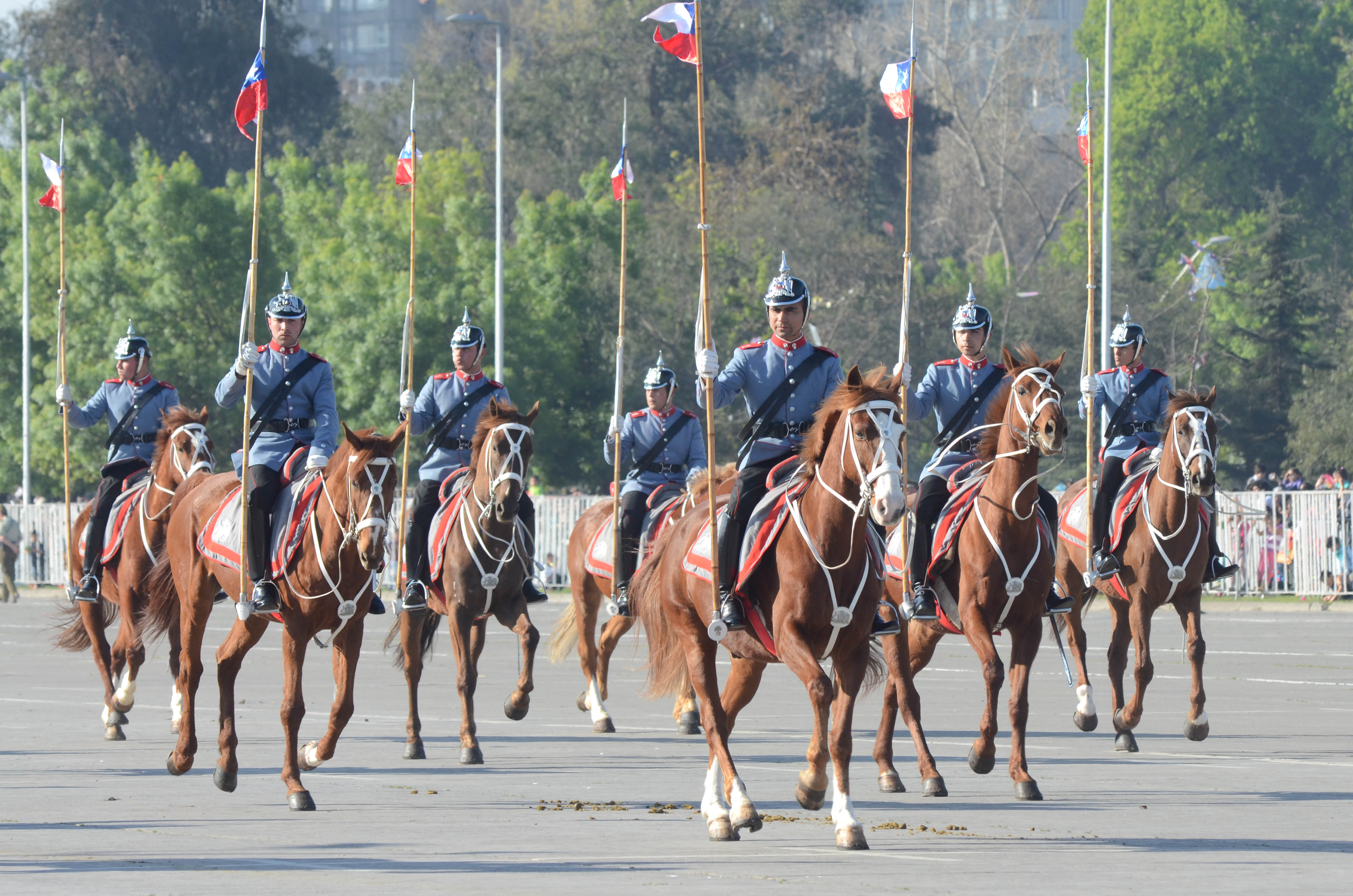
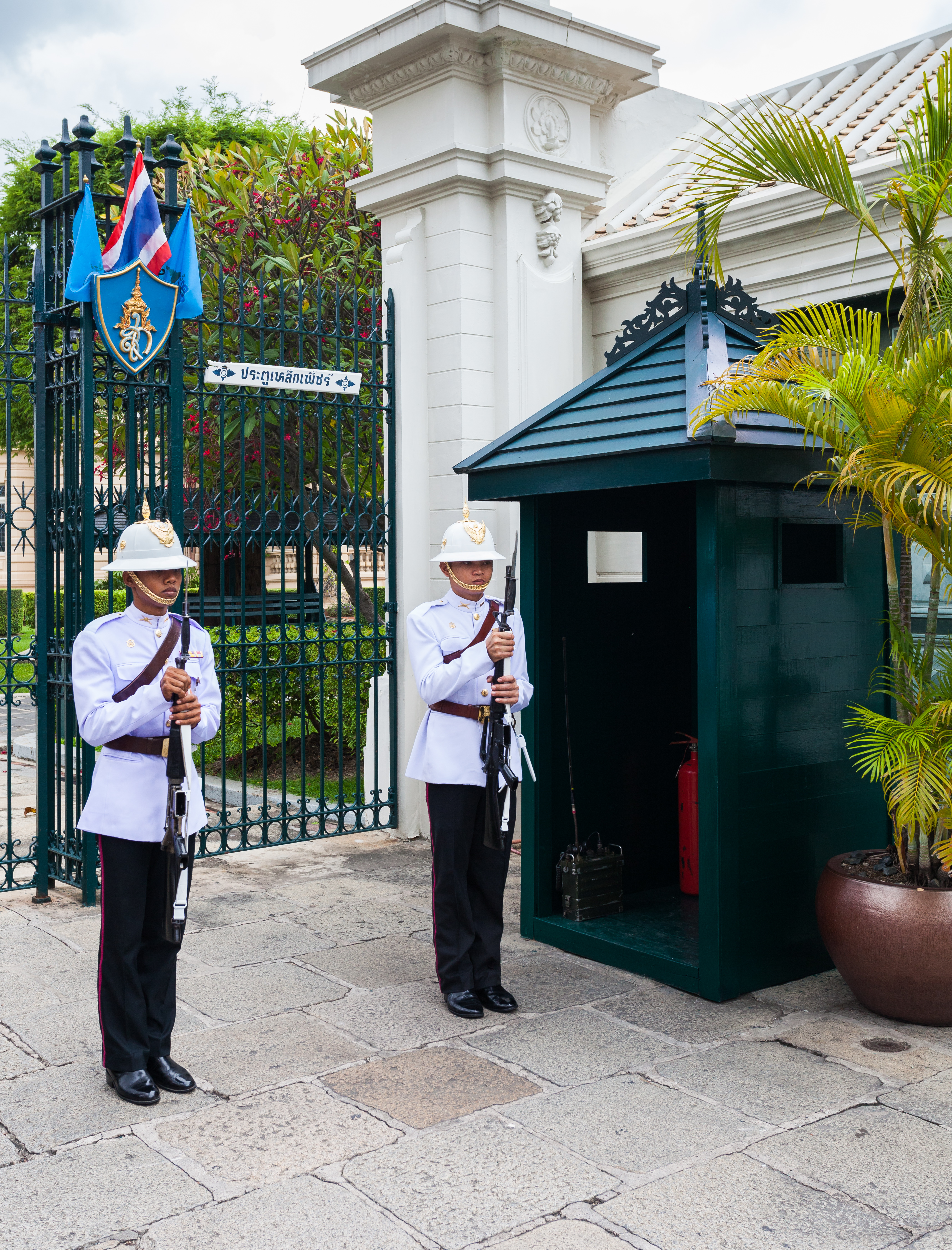
اولین هنگ پیاده نظام گارد سلطنتی، کاخ بزرگ، بانکوک، تایلند
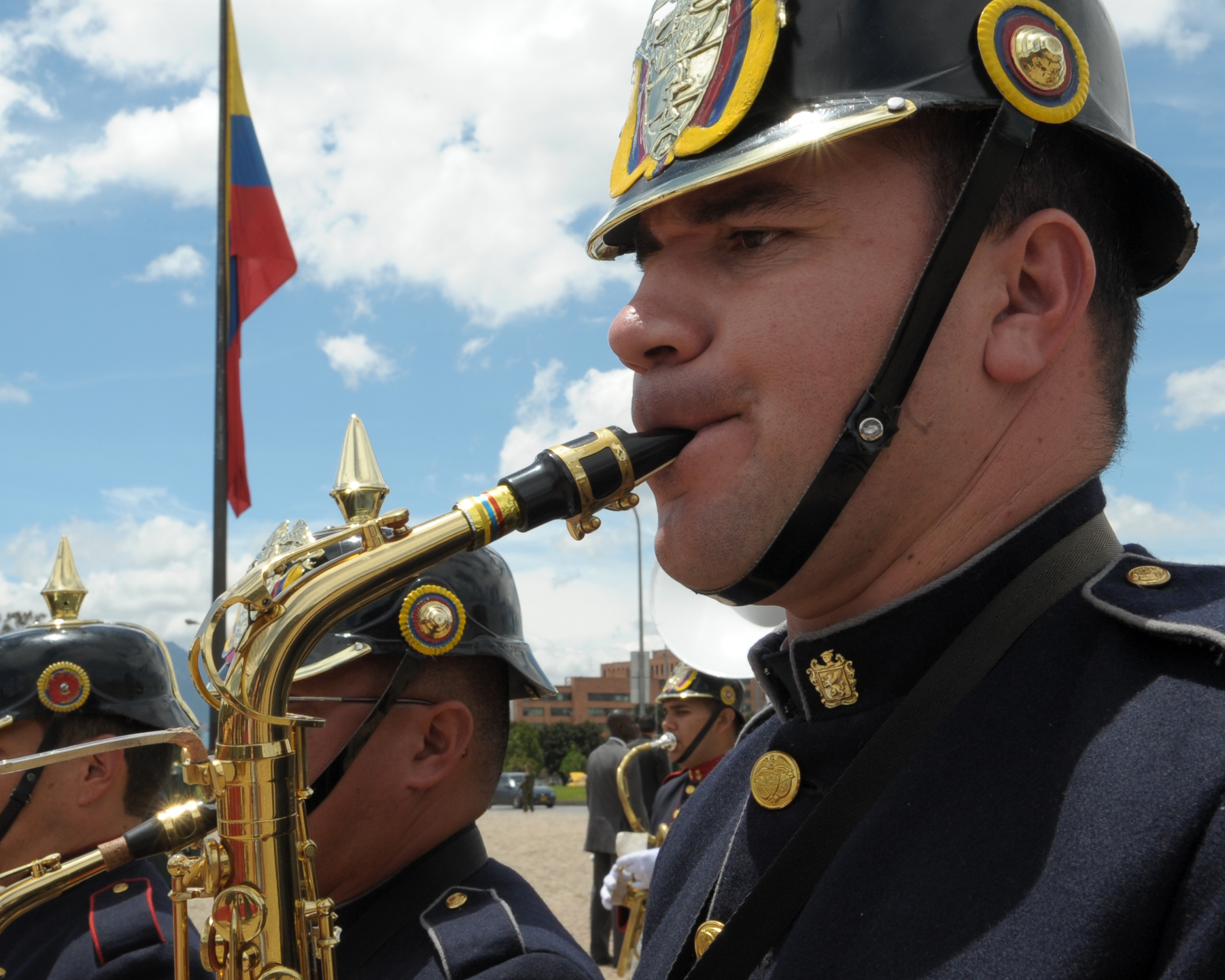
گروه نظامی کلمبیایی در بنای یادبود سربازان و پلیس کشته شده در بوگوتا
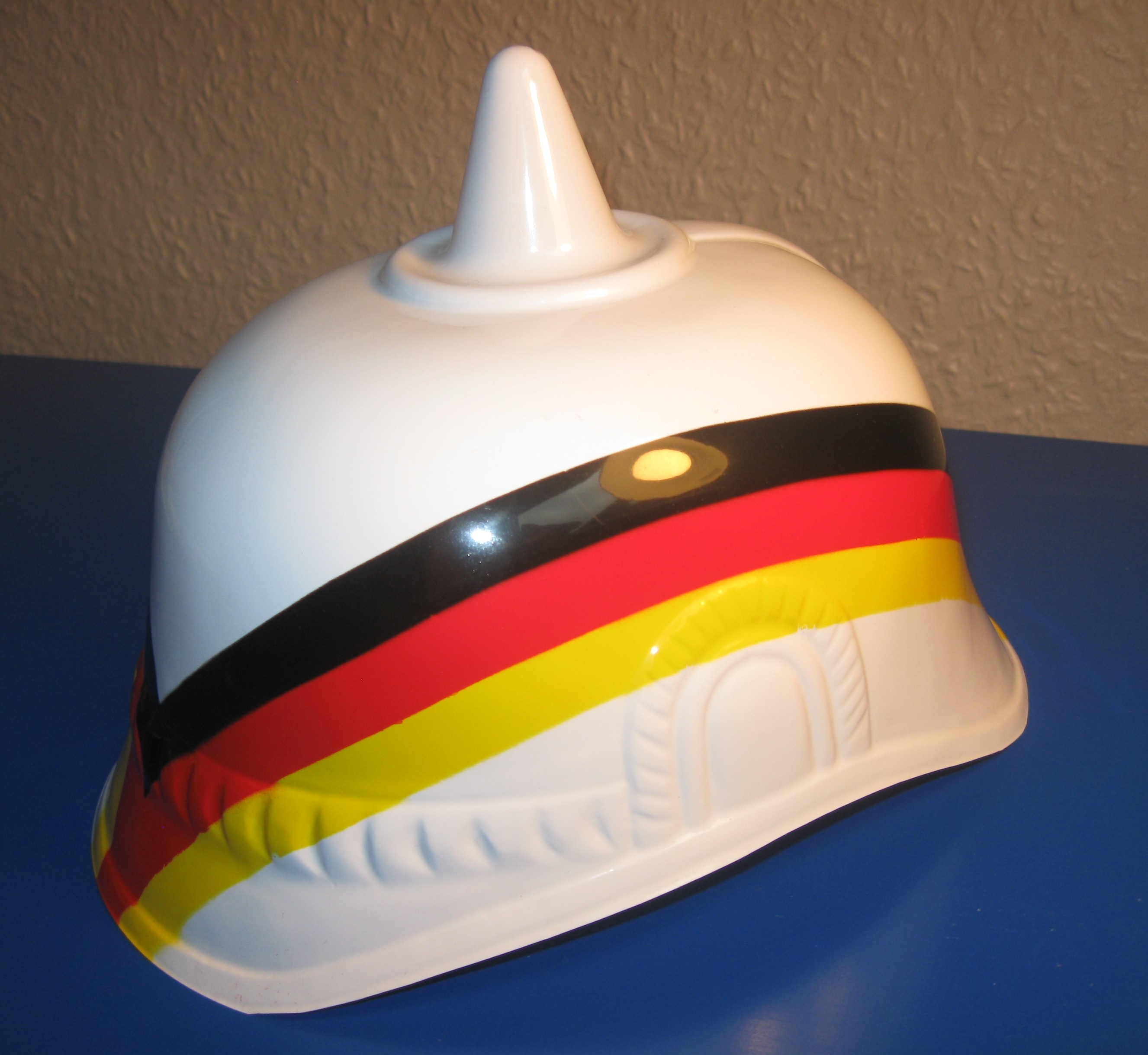